# Microregiunea Füzesabony
Microregiunea Füzesabony (în maghiară Füzesabonyi kistérség) a fost o microregiune statistică (kistérség) din județul Heves, Ungaria.
Cu o populație de 29.910 locuitori și o suprafață de 578,56 km2, aceasta a existat până în 2014, când în Ungaria, microregiunile ”kistérségek” au fost înlocuite de districte (járások).